# Chrysolina substrangulata
Chrysolina substrangulata es un coleóptero de la familia Chrysomelidae.
Fue descrita científicamente en 1986 por Bourdonne.